# François Rabbath
 (avril 2013).
François Rabbath, né le 12 mars 1931 à Alep (Syrie), est un contrebassiste, compositeur et pédagogue franco-syrien.

## Biographie
Autodidacte, il commence la contrebasse à l’âge de treize ans sur un instrument que son frère aîné rapporte d’une tournée musicale à Damas. Aux environs de 1946 la famille entière s’installe à Beyrouth où François Rabbath et quatre de ses frères musiciens intègrent le grand orchestre de Harry Flemming au restaurant-spectacle « La Coupole ». Plus tard ils jouent en quatuor (violon, piano, contrebasse et batterie) à « la Montagne » puis en trio (piano, contrebasse et batterie) vers 1950 à l’Hôtel Normandy.
Pendant cette période, il découvre par hasard, exposé dans la devanture du magasin d’un tailleur, un exemplaire de la méthode de contrebasse d’Édouard Nanny (1872-1942), professeur au Conservatoire national de musique et de déclamation de Paris. Guidé seulement par cet ouvrage, il élabore une approche innovante et originale qui est validée lors des rencontres fortuites avec les musiciens Yehudi Menuhin et José Iturbi, de passage à Beyrouth, qui le félicitent et l’encouragent.
Vers 1955, en compagnie de ses frères Pierre (pianiste) et Victor (batteur), il voyage à Paris où il espère rencontrer Édouard Nanny mais apprend que ce dernier est décédé. Il se présente au concours d’admission du Conservatoire national de musique où il est reçu élève le 7 novembre 1956 dans la classe d’Alphonse-Joseph Delmas dit Boussagol (1891-1958). Il en est renvoyé le 19 janvier 1957 à cause de ses nombreuses absences dues à ses engagements professionnels : après une suite de galas dans les bases militaires américaines – entre lesquels ils accompagnent des vedettes telles que Dalida et Geneviève Toussaint – les trois frères Rabbath deviennent le trio attitré du chanteur Charles Aznavour de 1957 jusqu’à la fin d’avril 1962. C’est en effet à cette date que François Rabbath démissionne afin de travailler au cabaret « La Galerie 55 » de René Legueltel, ce qui lui permet de recentrer ses activités sur Paris où il participe désormais aux séances d’enregistrement des plus grandes maisons de disques.
En 1963, il enregistre pour la société Philips le premier 33 tours de contrebasse seule (accompagné par Armand Molinetti à la batterie), The Sound of a Bass, récompensé du Grand Prix du Cercle des Avant-Premières du Disque, suivi en 1965 de François Rabbath N° 2. Présentant ses propres œuvres, ces deux disques lui valent de nombreuses commandes de bande originale de film, télévision, radio et théâtre, ainsi qu’une carrière de concertiste. Mais au lieu de la salle de concert classique, c’est au music-hall et dans des émissions télévisées qu’il fait sur sa contrebasse des « tours de chant » en compagnie de vedettes telles que Serge Gainsbourg, Barbara, Guy Béart, Simon et Garfunkel, Jacques Dutronc et les Moody Blues. Accompagnateur recherché, il assure les arrangements des chanteurs Barbara, Jacques Bertin, Jean-Michel Caradec, Yvan Dautin, Saint-Gilles Delois (sous le pseudonyme de Helios Iriakis), Kirjuhel, Georges Moustaki, Claude Vance, Peter Vann et Toulaï. Il compose Diba diba sur les paroles de Boby Lapointe. Toujours là où on ne l’attend pas, il sort en 1977 un disque de ses compositions pour un instrument turc, le saz, et un album de standards de jazz en 2004. Il est sociétaire définitif de la Société des Auteurs, Compositeurs et Éditeurs de Musique (SACEM).
À partir de 1971, sa carrière prend une dimension internationale avec des tournées en Amérique du Sud et dans toute la France en compagnie du chanteur populaire Paco Ibanez. Il se produit au Palais des sports de Paris accompagné par deux exceptionnels batteurs Marcel Blanche et André Cecarrelli.
Élargissant son répertoire pour comprendre des œuvres classiques, en 1973 dans le cadre du 8e Festival Estival de Paris, il interprète à la Sainte-Chapelle un programme composé entièrement de ses transcriptions des suites pour violoncelle seul de Jean-Sébastien Bach, qu’il joue à leur hauteur réelle. Il donne des récitals au Château Sforzesco de Milan en 1974, au Carnegie Hall de New York en 1975, au Wigmore Hall de Londres en 1977 et à l’Opéra-Comique de Paris en 1983.
En 1980 il est admis par voie de concours à l’orchestre de l’Opéra national de Paris où il travaille comme musicien de rang jusqu’à sa retraite en 1996. Il n’arrête pas pour autant ses concerts : fréquemment sollicité depuis 1978 pour jouer et professeur dans les conservatoires et dans des stages autour du monde, il crée des œuvres de Frank Proto et Michel Legrand avec les orchestres symphoniques de Cincinnati, Houston, Québec, et l’Australian Broadcasting Corporation.
Il est président de l’Institut Rabbath International de Paris (association loi 1901). Son œuvre graphique a fait l'objet d'une exposition publique à la Maison des Associations du 15e arrondissement de Paris en septembre 2010.
Selon le Financial Times de Londres, « Rabbath est certainement un phénomène, et on peut dire avec sûreté que peu de contrebassistes – sinon aucun – avant ou depuis lui ont amené l'art à un tel niveau de sophistication technique – et aucun d'une façon aussi élégante et charmante ».

## Technique instrumentale
François Rabbath propose une tenue de la contrebasse et de l’archet qui tient compte de la posture du corps. Il définit les six paramètres qui régissent l’émission du son sur tout instrument à cordes et à archet. Pour la main gauche : le mouvement, l’espace et le temps ; pour la main droite : la place, le poids et la vitesse de l’archet. Il remplace l’ancien système de positions de la main gauche (une pour chaque nom de note) avec un découpage de la touche en six positions basé sur les harmoniques naturelles ; à l’intérieur de chaque position dans le manche, la main pivote sur le pouce pour atteindre les notes. Il met au point également une technique de la main gauche qu’il appelle « la marche en crabe » laquelle élimine les changements de position dans le démanché.

## Citations
Pour le Times de Londres : « ses compositions sont aussi nouvelles (pour nous) que sa technique, et les ambiances qu'on y trouve sont entièrement renouvelées ; en fait, il n’y a rien de conventionnel dans cette musique. Son registre de timbres est très étendu. Il va des sons harmoniques rappelant ceux de la flûte, dans Variations sur accords, jusqu'aux sons profondément sombres qui ouvrent La guerre et la paix. Mais, ce qui ressort le plus souvent, c’est une veine mélodique sortant des concepts de l’harmonie européenne ».
Pour le Financial Times ses œuvres « ne sont guère des compositions au sens traditionnel – plutôt des fragments sans fin, des pages d'un journal particulier du genre le plus intime. Car Rabbath est amoureux de la contrebasse, et chaque morceau est une exploration d'un ou plusieurs de ses potentiels remarquables, à la fois un tour de force brillant et une affirmation d'une affaire passionnée ».

## Œuvres

### Bandes originales de télévision (ORTF)
- Mme Bontemps et Le Diable (1968)
- Salut à l’aventure (1968)
- Le Roman de Renart (1969)
- France Québec (1969)
- Le Diable de Buridan (1969)
- Brueghel (1970)
- On n’épouse pas le diable (1970)
- Omer Pacha (1971) voir : Omer Pacha (série télévisée)
- La Lumière Noire (1972)
- Rue de Buci (1972)
- Des Lauriers pour Lilas (1974)

### Bandes originales de film
- Véra (Francis Morane, 1966)
- Ballade pour un chien (Gérard Vergez, 1967)
- La Cage de Pierre (Pierre Zucca, 1968)
- Ténèbres (Claude Loubarie, 1969)
- Le Bateau sur l'herbe (Gérard Brach, 1970)
- Vaudou (Jean Luc Magneron, 1973)
- Vincent mit l’âne dans un pré (et s’en vint dans l’autre) (Pierre Zucca, 1975)
- Venda Teres (Jean-Marie Vincent, 1975)
- Une femme au bout de la nuit (Daniel Treda, 1980)
- Bad Timing (Nicolas Roeg, 1980)
- Ana Non (Jean Prat, 1985)
- Eureka (Nicolas Roeg, 1989)
- La Goutte d’Or (Marcel Bluwal, 1990)
- Héritage (Pascal et Daniel Cling, 1996)

### Œuvres éditées
- Nouvelle Technique de la Contrebasse, Paris, Alphonse Leduc, 1977-1984.
- « Solos for the Double Bassist » (Breiz, Ibérique Peninsulaire, Equation, Poucha Dass, Kobolds, Papa Georges, Sete Quate, Ode d’Espagne, Concerto in one part, Creasy Course, Lise), Cincinnati, Liben Music Publishers, 1979, 1995.
- Concerto No. 3, Cincinnati, Liben Music Publishers, 1987.
- Prades, dans « A Family Album », Cincinnati, Liben Music Publishers, 1990.
- « Two Miniatures » (Incantation pour Junon, Reitba), Cincinnati, Liben Music Publishers, 1992.

### CD-ROM
- François Rabbath, la contrebasse : La Nouvelle Technique, Un maître, un instrument (Label image production, 1998)

### DVD
- Carte Blanche à François Rabbath
- Art of the Bow (Avant bass, 2005)
- Bach à la quarte (INIT Editions-Productions, 2008)
- Art of the Left Hand (Avant bass, 2010)

### Discographie choisie
- The Sound of a Bass (Philips, 1963)
- Bass Ball (Philips-Mercury, 1963)
- François Rabbath N° 2 (Philips, 1965)
- Athis, Helios, dans « Dansez le sirtaki » (Polydor, s.d.)
- Le Bateau sur l’herbe (EMI-Pathé, 1970 ?)
- Omer Pacha (Disc AZ, 1971)
- Collection « La Pensée universelle » N° 2 : Jesus Christ Amour – Révolte (Productions et Éditions Sonores Paris, 1971)
- François Rabbath au Palais des Sports de Paris (Emen, 1972)
- La Guerre et la paix (Emen, 1972)
- Multibasse (Emen, 1974)
- Les Contes d’autrefois (paroles de Pierre Laforêt), dans Les Couac-couac (Carabine, 1976)
- Multi-Bass (QCA/Red Mark, 1978)
- Sazmorphosis (Emen, 1978)
- Diba diba (paroles de Boby Lapointe), dans Intégrale des enregistrements de Boby Lapointe 1960-1969 (Philips)
- Live in Paris (QCA/Red Mark, 1980)
- Rabbath Plays Bach (QCA Red Mark/Liben, 1982)
- Rabbath Plays Proto (Red Mark/Liben, 1986)
- 70 (Emen, 1990)
- Dialogues and Meditations (Emen, 1990)
- Live Around the World (Emen, 1990)
- Live Around the World (Red Mark, 1992)
- Multi Bass ’70 (Red Mark, 1992)
- Carmen! (Red Mark, 1992)
- Proto: Works for Double Bass and Orchestra (Red Mark, 1994)
- Bach, Vivaldi, Bizet, Rabbath (Emen, 1995)
- François Rabbath en concert : contrebasse & orchestre (Emen, 1996)
- In A Sentimental Mood (King Productions, 2004)